# Pterolophia lateraliplagiata
Pterolophia lateraliplagiata là một loài bọ cánh cứng trong họ Cerambycidae.